# Pfeffersalami
Pfeffersalami ist eine schnittfeste, grob gekörnte Rohwurst, deren Name von der typischen Verwendung gebrochener, weißer Pfefferkörner für die Salamiherstellung abgeleitet wird. In den Leitsätzen des Deutschen Lebensmittelbuchs wird sie als schnittfeste Rohwurst beschrieben. In Österreich wird sie zu den Dekorsalamis der Rohwürste mit Belag im Österreichischen Lebensmittelbuch gezählt.

## Herstellung
Für die Herstellung verwendet man 30 Prozent entsehntes mageres Rindfleisch, weshalb sie teilweise als Rindersalami angesehen wird. Daneben wird 10 Prozent mageres Schweinefleisch für die Grundmasse verwendet, die zusammen fein gekuttert werden. Die grobe Körnung der Einlage entsteht durch die Verwendung von jeweils einem Teil magerem Schweinefleisch und einem Teil Speck (ggf. durch die späte Zugabe zum Rindfleisch). Abschließend werden beide Massen mit Starterkulturen zum Wurstgut vermischt. Als Würzmittel wird lediglich Pökelsalz eingesetzt. Der Anteil von Rindfleisch und Schweinefleisch zueinander kann schwanken, er beträgt regelmäßig zusammen 70 Prozent, während der Speckanteil 30 Prozent ist.
Im Gegensatz zu anderen Salamis wird die Wurst nicht in Därmen gefüllt, sondern in Formen mit viereckigem Querschnitt. Nach der Fertigstellung werden sie mit dem Pfeffer beschichtet. In der gewerblichen Herstellung ist auch der Einsatz von vorgefertigten Pfefferüberzugsmassen üblich. Die Reifezeit liegt bei 4 bis 6 Tagen, die Würste werden für einen Tag kalt geräuchert. Der Trocknungsgrad liegt bei 25 %.
Bei verschiedenen Salamisorten werden statt gemahlenem Schwarzen Pfeffer ganze Pfefferkörner zur Würzung des Wurstgutes verwendet. Auch ist die Verwendung von Grünem Pfeffer möglich.

## Quelle
- Hermann Koch, Martin Fuchs: Die Fabrikation feiner Fleisch- und Wurstwaren., S. 150, 22., erweiterte Auflage. Deutscher Fachverlag, Frankfurt am Main 2009, ISBN 978-3-86641-187-6.